# Derya Büyükunçu
Derya Büyükuncu (Gaziantep, 2 luglio 1976) è un ex nuotatore turco.
Specializzato nel dorso e nella farfalla, ha partecipato a sei edizioni olimpiche consecutive, a partire da Barcellona 1992 fino a Londra 2012.

## Palmarès
- Mondiali in vasca corta

Atene 2000: bronzo nei 100m dorso.
- Europei

Helsinki 2000: bronzo nei 100m dorso.
- Europei in vasca corta

Lisbona 1999: argento nei 100m dorso.
- Giochi del Mediterraneo

Atene 1991: argento nei 100m dorso.
Linguadoca-Rossiglione 1993: oro nei 200m dorso e argento nei 100m dorso.
Bari 1997: bronzo nei 100m dorso.
- Europei giovanili

Anversa 1991: oro nei 100m dorso e nei 200m dorso.
Leeds 1992: oro nei 100m dorso.